# أرنود فان دورن
أرنود فان دورن (بالهولندية: Arnoud Van Doorn)، من مواليد 1967م، مدينة لاهاي، هولندا. سياسي، نائب رئيس الحزب الهولندي الحاكم السابق، حزب من أجل الحرية (بالإنجليزية: PVV)‏، أكثر الأحزاب اليمينية تطرفاً وتشدداً ضد الإسلام والمسلمين، ومنتج فيلم فتنة المسيء للنبي محمد. حالياً هو عضو المجلس البلدي في لاهاي، ورئيس مجلس إدارة حزب الوحدة، وهو حزب مبني على مبادئ إسلامية، وسفير علاقات المشاهير في جمعية الدعوة الإسلامية الكندية في أوروبا. اعتنق الإسلام مطلع 2013م.

## نشأته
نشأ في عائلة مسيحية، يتيم الأب عاش في كنف والدته الحاصلة على دراسات عليا. وهو أكبر أخوانه الخمسة.

## الحياة المهنية
- انضمامه إلى حزب من أجل الحرية

انضم إلى حزب من أجل الحرية "PVV" اليميني المتطرف المعادي للإسلام والمسلمين. ولمعرفته بالسياسة المحلية وتجربته في ملف رعاية الشباب، عين نائبا لرئيس الحزب الذي أنتج الفيلم المسيء للنبي محمد، وساهم فان دورن في إنتاجه عندما كان نشيطًا في الحزب. كان يتخذ من العداء للإسلام فكرة رئيسية لكل دعاية انتخابية، سواء كان في انتخاب البرلماني الهولندي، أو انتخابات مجالس البلديات أو المقاطعات الأوروبية.

قال في مقابلة له بعد دخوله الإسلام تحدث فيها عن تجربة الحزب ونظرته حول الإسلام: 
| أرنود فان دورن | كانت نظرتي للإسلام سيئة. لقد انجرفت مع كل التصريحات السلبية عن الإسلام. وهذا سبب ما يتلقاه المرء من طرف السياسة، وفي الشارع ووسائل الإعلام. لذلك انجرفت مع الكراهية ضد الإسلام. كنت أعتبر الإسلام في ذلك الوقت أنه شيء غير جيد. وان هذه الأحكام المسبقة التي عند كثير من الناس في العرب عن الإسلام. مثل قمع النساء، والعدوانية والسيطرة على العالم بالعنف، ودين غير متسامح. هذه كانت نظرتي قبل عدة سنوات للأسف". | أرنود فان دورن |

- تركه حزب من أجل الحرية

كان شعور ترك الحزب ينمو عنده، كان يحب النقد ولكن لم يكن يقدر دائمًا. ترك الحزب كان بمثابة عملية طويلة بعد شعوره بأن بقائه مع الحزب لا يبشر بالخير. وأن ذكاءه وتطوره لا يسمحان له بالبقاء معهم. تبرّأ من الحزب وهو الآن بعيد كل البعد ولا يشاركهم وجهات نظرهم حول الإسلام. يرى أن أكبر سوء فهم من حزب الـ PVV وأعضائه عن الإسلام هو:. «أن الإسلام هو دين السلبية، والشمولية في الحكم والعدوانية». وهو يرى أن الإسلام هو دين إيجابي، جميل، نقي، وأصيل وبأنه دين كله جمال. فبالتالي الذي يقوله حزب من أجل الحرية PVV عندما كان يفسر لهم بعض السور بطريقة سلبية للغاية وكان ذلك لا يتفق مع الواقع وغير صحيح.
- جمعية الدعوة الكندية

بعد إسلامه يعمل حاليًا عضو في المجلس البلدي يمثل الكتلة المستقلة في مدينة لاهاي. وسفير علاقات المشاهير في جمعية الدعوة الإسلامية الكندية في أوروبا.

## اعتناقالإسلام
بعد أن ترك حزب من أجل الحرية PVV، كان قد سمع قصصًا سلبية عن الإسلام. وكان متشوقًا لمعرفة الكثير عن الإسلام، بدأ بقراءة القرآن، السنة النبوية، والحديث نحو سنة كان يحصل على كثير من المعلومات وكان يتساءل كيف يمكن أن يفسرها؟ فبدأ التعمق في دراسة السنة والحديث. واعتمد كثيراً على التعليم الذاتي والمحادثة مع الناس حتى وصل إلى مرحلة لم يجد فيها مخرجًا من أسئلته. قرر الدخول في الإسلام. فتوجه إلى مسجد السنة المحسوب على التيار السلفي في لاهاي، بناء على نصيحة من عضو المجلس البلدي عبد الرزاق الخولاني. يقول أرنود: «اضطررت إلى البحث عن المسجد في الخريطة، كنت أعرفه فقط من وسائل الإعلام، فهو من الخارج لا يظهر عليه بأنه مسجد ولا توجد عليه لوحة فيها اسم المسجد». ذهب مع ابنه المتبنى ذي التسعة أعوام، جمال، مغربي الأصل، في المسجد أهدي له مجموعة من كتب السيرة النبوية وبعض التفاسير، وأخذ يقرأها ليدخل طواعية دين الإسلام بعد حوالي شهرين من زيارة المسجد. كان إسلامه في 27 فبراير 2013م.

قال: 
| أرنود فان دورن | في البداية وجدت صعوبة في دخولي إلى الإسلام حيث لم أنشأ في مجتمع مسلم يعلمني أكثر عن هذا الدين العظيم. وقد وجدت ما كنت أصبو إليه وأفتقده في حياتي السابقة، وأتصور أن كل عمري قبل إشهار إسلامي كان مثل قبض الريح. الآن الحمد لله أصبحت ذلك الشخص السعيد الذي تتملكه الطمأنينة والسكينة. | أرنود فان دورن |

بعد اعتناق فان دورن الإسلام تلقى طلبات كثيرة من وسائل الإعلام والصحف البلجيكية والعالمية للتحاور معه للتأكد من الخبر، إلا أنه اعتذر. كان ذلك بعد نشره تغريدة على موقع التواصل الاجتماعي تويتر" كتب فيها الشهادتين حتى يعلم الجميع بأن الخبر صحيح. تلقى العديد من الهجمات الشديدة رفض التعليق عليها قائلا: "هي مسألة شخصية". وأضاف: "بدا الأمر لهؤلاء أني أسلمت هكذا في يوم وليلة، ولكن الأمر لم يكن كذلك بالطبع، بل كانت عملية طويلة". ويعتقد أن الإسلاموفوبيا ينبع من وسائل الإعلام الغربية والحكومات ويحاول تقديم صورة مظلمة للإسلام.
| أرنود فان دورن | "لم يدر في خلدي كعضو حزب الحرية اليميني الهولندي السابق أن أدخل الإسلام الحنيف، وأتوجه بعد ذلك لزيارة الحرمين الشريفين، خصوصا أني أنتمي للحزب الذي أسهم في إنتاج الفيلم المسيء لمحمد بن عبد الله، بل كنت منتج ذلك الفيلم الذي يعد نقطة سوداء في حياتي. فقد كنت منتمياً لأشد الأحزاب تطرفاً وعداء للدين الحنيف". | أرنود فان دورن |

من الكتب التي أثرت في فان دورن كتاب «محمد» كان إهداء من إمام المسجد أبو إسماعيل، كان التأثير تركز في ثلاثة مقاطع حركت مشاعره نحو الإسلام، كانت النقاط تتعلق بفتح مكة وفي شأن الخير والرحمة الذي كان يحمله النبي. من المقاطع:
1. أن النبي قد أدهش قريش بعد فتح مكة وسكان مكة وهم ينتظرون مالهم. وقد أدهشهم لما جعلهم يحكمون على أنفسهم لما قال: (لا إله إلا الله، أنجز وعده ونصر عبده وهزم الأحزاب وحده، يا معشر قريش ما ترون أني فاعل بكم؟ قالوا: خيراً فأنت أخ كريم وابن أخ كريم.) فحكم النبي ص وقال: (اذهبوا فأنتم الطلقاء). يقول فان دورن: | أرنود فان دورن | إن هذا هو الذي هزّ مشاعري. | أرنود فان دورن |
2. تجاوز محمد عن جرائم أعدائه ولم يكن يحب الانتقام ولم يقابل السيئة بمثلها. فان حكمه على قريش يناقض الادعاء بان النبي كان يسعى إلى الظلم وسفك الدماء.
3. قصة فضالة، عزم أن يقتل النبي وهو يطوف. لما اقترب من النبي ص وهم بتنفيذ جريمته قال له النبي مما أثار دهشة فضالة: (ماذا كنت تحدث به نفسك؟) قال لا شي كنت أذكر الله، قال استغفر الله، ثم وضع يده على صدر فضالة فسكن قلبه فكان فضالة يقول: والله ما رفع يده عن صدري حتى ما من خلق الله شي أحب إلي منه. فأسلم فضالة.

حاليًا فان دورن يشارك في الدروس داخل المسجد ويتابع دروس القرآن واللغة العربية. يريد أن يعرف كل شي عن الإسلام، لديه معلم خاص يوجهه ويستطيع أن يطرح عليه كل أسئلته. يقول فان دورن: «أنا الآن في بداية رحله طويلة» وهذا الأمر ليس بالسهل في هولندا.

### العمرة
أدى فان دورن مناسك العمرة للمرة الثانية في أكتوبر 2013م. كانت المرة الأولى في شهر أبريل 2013م بعد شهرين من إسلامه.

### الحج
أدى فان دورن مناسك الحج والعمرة «للاستغفار والدعاء والابتهال إلى الله لمسح خطاياه السابقة». ذلك في حج 1434هـ - 2013م.
قال عن الحج: 
| أرنود فان دورن | هنا وجدت ذاتي بين هذه القلوب المؤمنة، وإن دموعه لم تتوقف منذ وصوله مكة، وإنا أعيش الآن أجمل اللحظات. ودعواتي أن تمسح دموعي كل ذنوبي بعد توبتي. | أرنود فان دورن |

### المدينة المنورة
في أكتوبر 2013م جاء فان دورن للمرة الثانية للمدينة المنورة لزيارة قبر النبي محمد، وشرح مدى الطمأنينة والروحانيات التي شعر بها في المدينة المنورة بجوار قبر النبي.
| أرنود فان دورن | لم أجد راحتي الكاملة إلا بجوار قبر محمد بن عبد الله حين زرته" وقال أيضًا : "أنه يشعر بالراحة والأمان في المدينة المنورة، وصفاً إياها بالمكان الرائع لتلاوة القرآن بتدبر وقراءة الكتب الدينية. | أرنود فان دورن |

وقال بعد الزيارة: 
| أرنود فان دورن | خجلي تضاعف أمام قبر النبي محمد حيث جال بخاطري حجم الخطأ الكبير الذي وقعت فيه قبل أن يشرح الله صدري للإسلام، لقد قادتني عملية البحث لاكتشاف حجم الجرم الكبير الذي اقترفته | أرنود فان دورن |

## أعماله
بعد إسهامه في إنتاج فيلم «فتنة» مع خيرت فيلدرز الفيلم المسيء للنبي أواخر مارس 2008، قرر - فاندرون - بعد إسلامه إنتاج عمل سينمائي ضخم يشرح فيه من هو النبي للغرب ولغير المسلمين حيث صرح مؤخراً: 
| أرنود فان دورن | سأعمل على إنتاج عمل كبير يخدم الإسلام والمسلمين ويعكس أخلاق نبي الرحمة "سيد البشر"، بعد عودتي من رحلة الحج | أرنود فان دورن |

 والذي سيحاول من خلاله الاعتذار عمليا عن فيلمه المسيء قبل دخوله الإسلام.